# آیومی اوکا (تنیس‌باز)
آیومی اوکا (انگلیسی: Ayumi Oka؛ زاده ۱۳ مارس ۱۹۸۶) یک تنیس‌باز اهل ژاپن است.